# Pierre Sarrazin (sculpteur)
Pierre Sarrazin est un sculpteur français, frère de Jacques Sarrazin, né à Noyon en 1601 et mort à Paris le 7 avril 1679.

## Biographie
Il a surtout aidé son frère, Jacques Sarrazin, dans l'exécution de ses ouvrages. Comme le fait remarquer Auguste Jal, il est possible que des œuvres attribuées à Jacques Sarrazin soient de son frère Pierre.
Pierre Sarrazin est reçu académicien à l'Académie royale de peinture et de sculpture le 6 juin 1665 en mémoire de son frère, un des recteurs de l'Académie. Il a fait présent à l'Académie d'« une figure taillée en bois représentant une Vierge tenant le petit Jésus ».
Il ne s'est pas marié.
Jean Sevestre et Vincent Hugot ont assisté à son enterrement, le 9 avril 1679 à l'église Saint-Germain-l'Auxerrois.